# Arcuphantes fragilis
Arcuphantes fragilis là một loài nhện trong họ Linyphiidae.
Loài này thuộc chi Arcuphantes. Arcuphantes fragilis được Ralph Vary Chamberlin & Wilton Ivie miêu tả năm 1943.